# Oldřetice

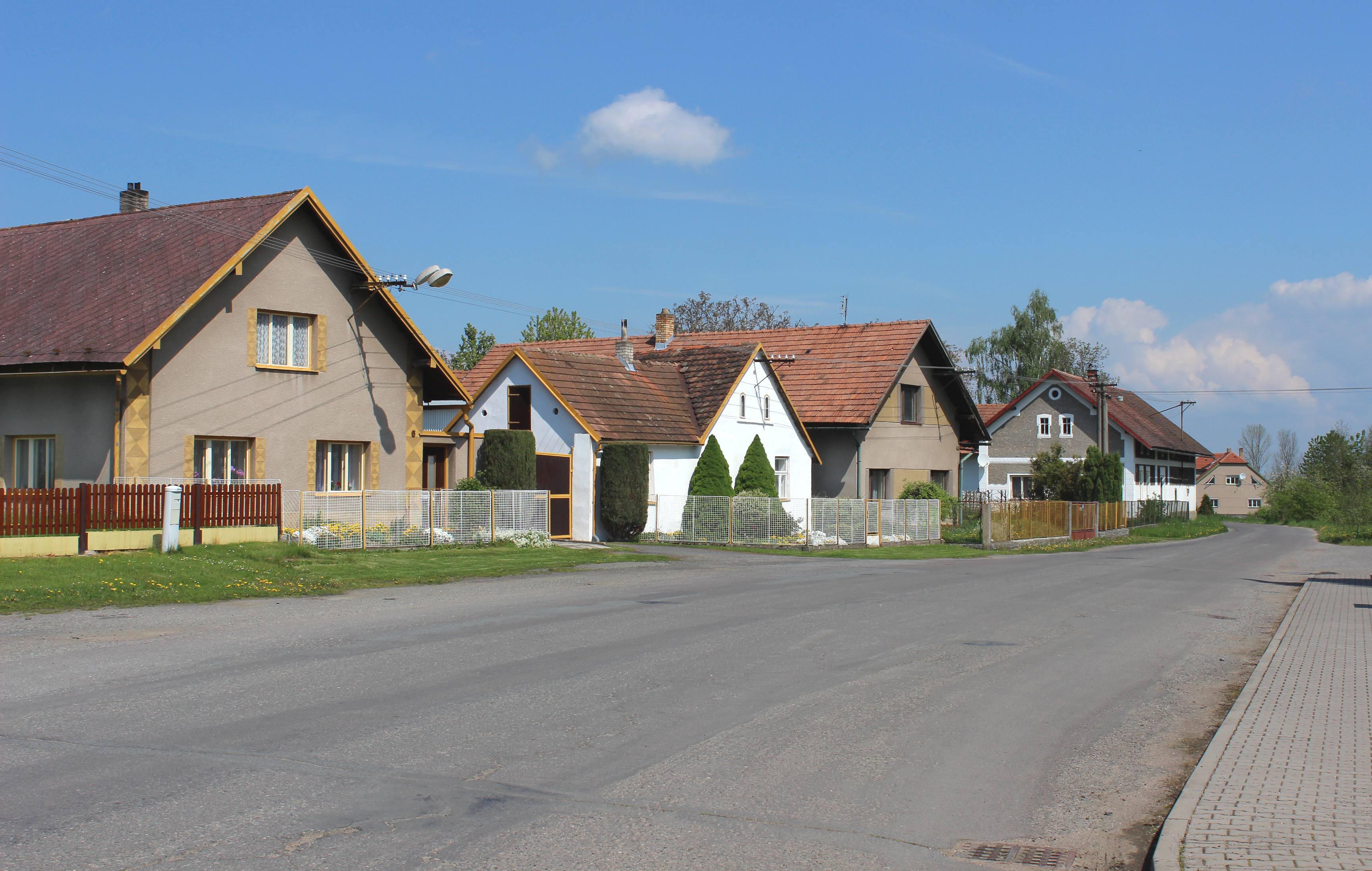
Dorfstraße

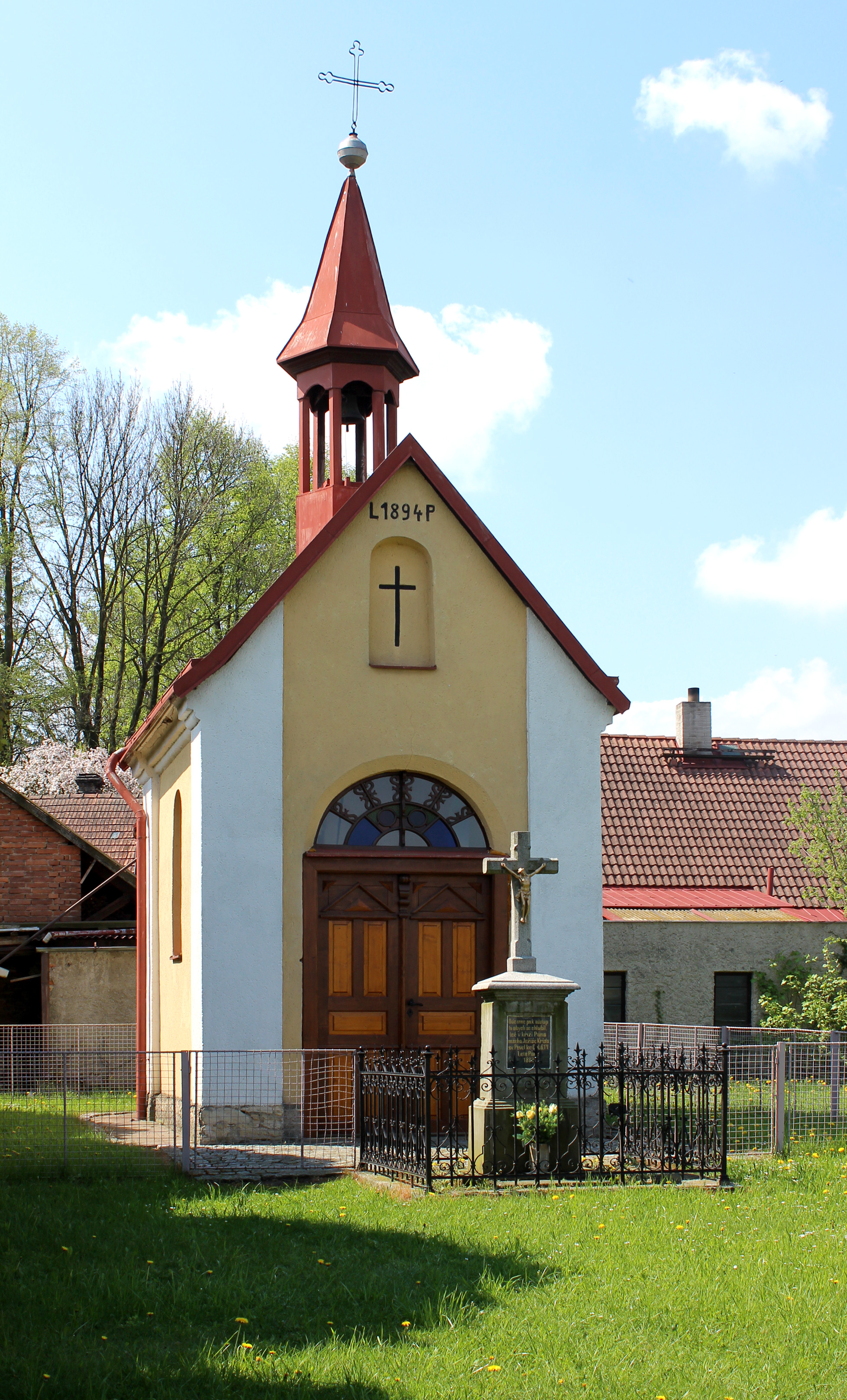
Kapelle Unserer lieben Frau von La Salette

Oldřetice (deutsch Oldretitz) ist ein Ortsteil der Gemeinde Raná in Tschechien. Er liegt vier Kilometer südlich von Skuteč und gehört zum Okres Chrudim.

## Geographie
Oldřetice befindet sich in den nördlichen Ausläufern der Saarer Berge am Bach Raná (Schwarzer Bach), dem nördlich des Dorfes der Dolský potok zufließt. Im Süden und Westen wird Oldřetice von der Bahnstrecke Havlíčkův Brod–Pardubice umfahren. Südöstlich liegt der Teich Drážní rybník.
Nachbarorte sind Malinné und Žďárec u Skutče im Norden, Radčice, Dolívka und Lešany im Nordosten, Miřetín, Česká Rybná und Spálená Sázka im Osten, Otradov und Pokřikov im Südosten, Vojtěchov im Süden, Raná und Horní Holetín im Südwesten, Oflenda und Dolní Holetín im Westen sowie Mrákotín und Horní Prosetín im Nordwesten.

## Geschichte
Die erste urkundliche Erwähnung des Dorfes erfolgte 1392 in der Landtafel, als Smil Flaška von Pardubitz die Richenburg mit den zugehörigen 62 Dörfern an Otto von Bergow und Boček II. von Podiebrad übergab.  
Im Jahre 1835 bestand das im Chrudimer Kreis gelegene Rustikaldorf Woldřetitz aus 32 Häusern, in denen 176 Personen lebten. Im Ort gab es eine Mühle. Pfarrort war Ranna. Bis zur Mitte des 19. Jahrhunderts blieb Woldřetitz der Herrschaft Richenburg untertänig.
Nach der Aufhebung der Patrimonialherrschaften bildete Voldřetice ab 1849 einen Ortsteil der Gemeinde Radčice im Gerichtsbezirk Skutsch. Ab 1868 gehörte das Dorf zum politischen Bezirk Hohenmauth. 1869 hatte Voldřetice 194 Einwohner. In den 1880er Jahren löste sich Voldřetice von Radčice los und bildete eine eigene Gemeinde. Im Jahre 1900 lebten in Voldřetice 159 Personen, 1910 waren es 177. Seit 1924 führt der Ort den amtlichen Namen Oldřetice. 1930 hatte Oldřetice 170 Einwohner. 1949 wurde die Gemeinde dem neu gebildeten Okres Hlinsko zugeordnet, seit 1961 gehört sie zum Okres Chrudim. Am 1. Juli 1974 erfolgte die Eingemeindung nach Raná. Die gezimmerte Wassermühle wurde 1977 in das Freilichtmuseum Vysočina nach Veselý Kopec umgesetzt. Beim Zensus von 2001 lebten in den 34 Häusern von Oldřetice 81 Personen. 

## Gemeindegliederung
Der Ortsteil Oldřetice bildet einen Katastralbezirk.

## Sehenswürdigkeiten
- Kapelle Unserer lieben Frau von La Salette, erbaut 1894
- Kreuz auf dem Dorfplatz, aufgestellt 1882